# Сезувиум
Сезуви́ум (лат. Sesuvium) — род растений из семейства Аизовые (Aizoaceae) подсемейства Sesuvioideae трибы Sesuvieae. 

## Ботаническое описание
Представители рода являются однолетними или многолетними травами либо полукустарниками. Они могут быть как стелющимися, так и прямостоячими, обладают сочностью и лишены волосков на поверхности. Стебли исходят от короткого стержневого корня, зачастую окрашенного в красноватые тона. Листья супротивные и очередные, имеют короткие черешки либо сидячие. Прилистники отсутствуют, однако у основания черешка видны перепонки.
Цветки обоеполые и расположены одиночно. Они могут быть сидячими либо на цветоножках, обычно располагаются в пазухах листьев и имеют два прицветника. Околоцветник состоит из пяти лопастей, которые имеют треугольную форму и снабжены длинными спинными придатками. Тычинок от 5 до нескольких, они могут быть свободными или сросшимися, выходящими из устья трубки чашечки. Нити тычинок бывают нитевидными или шиловидными, а пыльники часто окрашены в красноватые тона. Завязь находится в верхней части цветка и может содержать от 2 до 5 плодолистиков. Семязачатков многочисленное количество, располагающееся в локуле. Плод представляет собой округлую перепончатую коробочку, заключенную в устойчивый околоцветник с конической вершиной. Семена мелкие, в большом количестве, округлые или почковидные, гладкие, черного цвета, с бороздчатой текстурой.

## Распространение
Представители рода встречаются в Африке (5 видов), Северной Америке и Южной Америке (9 видов). Также некоторые виды распространены в Азии и Океании.

## Классификация
Род Sesuvium традиционно включается в семейство Аизовые, однако некоторые авторы предлагают перенести его в семейство Molluginaceae или выделить в отдельное семейство Sesuviaceae. 
Sesuvium L., первое упоминание в Syst. Nat., ed. 10 2: 1052, 1058, 1371. 1759. 

### Синонимы
- Cypselea Turpin
- Diplochonium Fenzl
- Halimus Rumph. ex Kuntze
- Psammanthe Hance ex Walp.
- Pyxipoma Fenzl
- Radiana Raf.
- Halimum Loef. ex Hiern
- Millegrana Juss. ex Turpin
- Squibbia Raf.

### Виды
Согласно данным сайта WFO Plantlist на июнь 2023 года, род состоит из 19 видов:
- Sesuvium acutifolium Miq.
- Sesuvium ayresii Marais
- Sesuvium congense  Welw. ex Oliv.
- Sesuvium crithmoides Welw. — Сезувиум тропический
- Sesuvium eastwoodianum J.T.Howell
- Sesuvium edmonstonei  Hook
- Sesuvium humifusum (Turpin) Bohley & G.Kadereit
- Sesuvium hydaspicum  (Edgew.) Goncalves
- Sesuvium maritimum (Walt.) B.S.P. — Сезувиум стройныйРисунок Sesuvium maritimum
- Sesuvium mezianum  (K. Müll.) Bohley & G. Kadereit
- Sesuvium ortegae Spreng.
- Sesuvium portulacastrum (L.) L. typus — Сезувиум портулаковидный (syn. Sesuvium microphyllum Willd. и Sesuvium sessile Pers. [источник не указан 714 дней])
- Sesuvium revolutifolium Ortega
- Sesuvium revolutum Pers.
- Sesuvium rubriflorum  (Urb.) Bohley & G. Kadereit
- Sesuvium sessile Pers.
- Sesuvium sesuvioides (Fenzl) Verdc.
- Sesuvium trianthemoides Correll — Сезувиум техасский
- Sesuvium verrucosum Raf. — Сезувиум морской